# 24214 Jonchristo
24214 Jonchristo è un asteroide della fascia principale. Scoperto nel 1999, presenta un'orbita caratterizzata da un semiasse maggiore pari a 3,0338144 UA e da un'eccentricità di 0,1261497, inclinata di 0,90555° rispetto all'eclittica.